# Seven de Punta del Este
El Seven de Punta del Este es un tradicional torneo de rugby 7 que se juega anualmente en Punta del Este, Uruguay desde 1989.
Lo organiza el Old Boys Club habitualmente los segundos fines de semana de enero y ocasionalmente en diciembre. Originalmente participan clubes de Uruguay y países vecinos, seleccionados provinciales de Argentina y selecciones nacionales, aunque en la edición 2018 el torneo solo fue de selecciones, por lo que por primera vez, no hubo clubes involucrados.
El torneo es parte del Circuito Sudamericano. Cinco de los seis equipos de Sudamérica (exceptuando a Argentina, ya clasificada) competirán a lo largo de los dos torneos del circuito sudamericano por dos lugares en el torneo clasificatorio del Seven de Hong Kong. La edición 2018 también sirvió para clasificar a la Copa del Mundo de Rugby 7 de 2018.
Por la época en la cual se realiza, resulta ser un atractivo para todos aquellos que veranean en Punta del Este y zonas aledañas, así como para los amantes de este deporte.

## Reseña histórica
El Seven de Punta, como se lo suele abreviar, oficia de clasificatorio regional para torneos mundiales, también ha sido escenario de destacados deportistas y de muchas de las selecciones más fuertes del mundo como las de: Argentina, Australia, Fiyi, Francia, Nueva Zelanda, Samoa, Sudáfrica y Tonga.
Hasta la edición 25 los partidos se disputaban en el Estadio Domingo Burgueño Miguel perteneciente al Campus Municipal de Maldonado. Las ediciones 26 y 27 se disputaron excepcionalmente en diciembre en el Punta del Este Polo & Country Club.
- 1989 Primera edición
- 1997 Sirvió como clasificatorio para la Copa del Mundo de Rugby 7 de Hong Kong 1997
- 2000 Fue sede de la primera edición de la Serie Mundial de Seven de la IRB[5][6]
- 2002 No se disputó
- 2008 Se celebró en paralelo al Seven de CONSUR en su tercera edición y fue clasificatorio para la Copa del Mundo de Rugby 7 de Dubái 2009[7]
- 2014 Este año debido a la modificación en el calendario, se celebraron dos ediciones, la XXV en enero y la XXVI en diciembre.[8][9]
- 2018 Sirvió como clasificatorio para la Copa del Mundo de Rugby 7 de Estados Unidos 2018 y fue disputado por primera vez por selecciones solamente.[1]

## Premios
Se entrega la Copa Oro al campeón y como es habitual en rugby copa de Plata, Bronce y Estímulo para los que no clasificaron a la semifinal por el título. Además se entrega premios al mejor jugador del torneo, al mejor jugador nacional (Uruguay) y al goleador.

## Campeones y subcampeones[11]
| Año  | Campeón           | Subcampeón     |
| ---- | ----------------- | -------------- |
| 1989 | Old Boys          | Banco Nación   |
| 1990 | Los Tilos         | Pueyrredón     |
| 1991 | / Anzacs Old Boys | Los Tilos      |
| 1992 | / Anzacs Old Boys | Pueyrredón     |
| 1993 | All Blacks VII    | Australia      |
| 1994 | Nadi Cavaliers    | All Blacks     |
| 1995 | Argentina         | Australia      |
| 1996 | Nueva Zelanda     | Francia        |
| 1997 | Francia           | Samoa          |
| 1998 | Nueva Zelanda     | Fiyi           |
| 1999 | Nueva Zelanda     | Argentina      |
| 2000 | Nueva Zelanda     | Fiyi           |
| 2001 | Argentina         | Nueva Zelanda  |
| 2002 | no se disputó     | no se disputó  |
| 2003 | Old Boys          | Old Christians |
| 2004 | Hindú             | La Ballena     |
| 2005 | Argentina         | Moby Dick      |

| Año     | Campeón          | Subcampeón           |
| ------- | ---------------- | -------------------- |
| 2006    | Moby Dick        | Jockey Club de Salta |
| 2007    | CASI             | Moby Dick            |
| 2008    | Samoa            | Buenos Aires         |
| 2009    | Samoa            | Argentina VII        |
| 2010    | Buenos Aires     | Samoa                |
| 2011    | Buenos Aires     | Salta                |
| 2012    | UAR 7s           | SA 7s Academy        |
| 2013    | Buenos Aires     | Moby Dick            |
| 2014 I  | SA 7s Academy    | Moby Dick            |
| 2014 II | Moby Dick        | Chile                |
| 2015    | Córdoba Athletic | Moby Dick            |
| 2017 cs | Argentina        | Fiyi                 |
| 2017 cc | Córdoba Athletic | La Tablada           |
| 2018    | SA 7s Academy    | Chile                |
| 2019 cs | Chile            | Argentina            |
| 2019 cc | CURNE            | Old Boys             |
| 2020    | Japón            | Uruguay              |